# Ralf Horlemann
Ralf Horlemann (* 11. Juni 1960 in Remscheid) ist ein deutscher Diplomat. Seit August 2022 ist er Botschafter der Bundesrepublik Deutschland in Aserbaidschan und leitet als solcher die Botschaft Baku.

## Leben
Horlemann wurde am 11. Juni 1960 in Remscheid geboren. Er studierte von 1988 bis 1992 Politikwissenschaft, Internationale Beziehungen, Volkswirtschaftslehre und Sinologie an der Ludwig-Maximilians-Universität München.
Nach erfolgreicher Teilnahme am Auswahlverfahren des Auswärtigen Amts begann er im Jahr 1992 den Vorbereitungsdienst für den höheren Auswärtigen Dienst in Bonn. 1993 legte er die Laufbahnprüfung ab und wurde zunächst bis 1995 als Referent im Ostasienreferat der Zentrale des Auswärtigen Amts eingesetzt.
Von 1995 bis 1998 war er im Generalkonsulat Hongkong für Politik und Wirtschaft eingesetzt. Zurück in der Zentrale des Auswärtigen Amts war er von 1998 bis 2002 dem Referat für die Organisation für Sicherheit und Zusammenarbeit in Europa (OSZE) zugeteilt. Es folgte von 2002 bis 2005 ein Einsatz in der Botschaft Washington, Vereinigte Staaten, wo er in der politischen Abteilung für Transatlantische Beziehungen und den Asien-Pazifik-Raum zuständig war.
Während einer erneuten Standzeit in der Zentrale des Auswärtigen Amts wurde er von 2005 bis 2009 mit der stellvertretenden Leitung des Referats für Südasien betraut. Von 2009 bis 2012 an die Botschaft Moskau, Russland, versetzt, oblagen ihm dort Fragen der Energieaußenpolitik und Wirtschaftsangelegenheiten. Zurück in der Zentrale des Auswärtigen Amts wurde Horlemann von 2012 bis 2015 Referatsleiter für Krisenprävention und Stabilisierung.
Von 2015 bis 2018 war er Generalkonsul und Leiter des Generalkonsulats Boston, Vereinigte Staaten. Anschließend wurde er von 2018 bis 2022 Ständiger Vertreter des Leiters der Botschaft Buenos Aires, Argentinien.
Seit August 2022 leitet Horlemann die Botschaft Baku.
Er ist verheiratet und hat ein Kind.